# Batalla de Crécy
La batalla de Crécy, que es va lliurar el 26 d'agost del 1346 fou la segona gran batalla de la Guerra dels Cent Anys després del combat naval de Sluys, sent primera batalla terrestre important de la guerra.
Els anglesos es van posicionar dalt d'un turó, de manera que els francesos els havien d'atacar costa amunt i, a més, creuar un rierol. En plena batalla va començar a ploure fort i els arquers anglesos van tapar els seus arcs per impedir que es mullessin les cordes. Per la seva part, els ballesters francesos no van protegir les armes de la pluja. Després, el temps es va aclarir i el sol va enlluernar els francesos. Els ballesters francesos van ser massacrats i, en retirar-se, van topar amb els seus propis cavallers que carregaven turó amunt. Els arquers anglesos van aturar la càrrega i els cavallers francesos que havien sobreviscut van ser massacrats pels cavallers anglesos quan van carregar turó avall.
La batalla va costar la vida a 10.000 francesos. El mateix rei Felip VI va ser ferit al coll per una sageta, però va poder fugir.

## Origen del conflicte
A conseqüència de la incapacitat d'Eduard III d'Anglaterra d'envair França a través de Flandes el 1340 després de la derrota a la batalla de Saint-Omer, va intentar el 1346 la captura de París per posar fi a la guerra. El rei anglès va capturar còmodament el ducat de Normandia i després d'una sèrie de fàcils victòries a Auberoche i Caen, es va decidir a enfrontar en tota regla a l'exèrcit francès.

## El desembarcament
Eduard III d'Anglaterra va desembarcar amb les seves forces, compostes per 14.000 homes, entre ells 2.800 cavallers i 2.800 arquers a cavall, a Saint-Vaast-la-Hougue el 12 de juliol de 1346, atacant amb devastadora eficàcia les viles de Valognes, Carentan i Saint-Lô, per derrotar els francesos a Caen, on va deixar una guarnició de 1.500 homes.
Felip VI va bastir un gegantí exèrcit francès amb 12.000 cavallers muntats, 6.000 ballesters genovesos italians, 20.000 a 30.000 lleves franceses, i tropes bohemies, mallorquines i navarreses, amb un total de 30.000 a 40.000 homes. Arribats a Louviers, els anglesos van començar a remuntar el Sena en direcció a París. Però en instal·lar el seu campament a Poissy, els observadors avançats d'Eduard van informar que l'enemic havia concentrat una gran força a Saint-Denis. Tement una greu derrota, els anglesos van intentar retrocedir fins a Calais.
Els francesos van perseguir als anglesos intentant atrapar-los contra el Somme, que ja havien fracassat tres vegades en intentar creuar, i els anglesos es van dirigir a Blanchetaque, on havien rebut notícies d'un gual al riu, però on van trobar tropes franceses que van derrotar i va establir una posició molt forta a Crecy, on va decidir presentar batalla a l'exèrcit principal de Felip VI de França.

## Ordre de batalla anglès

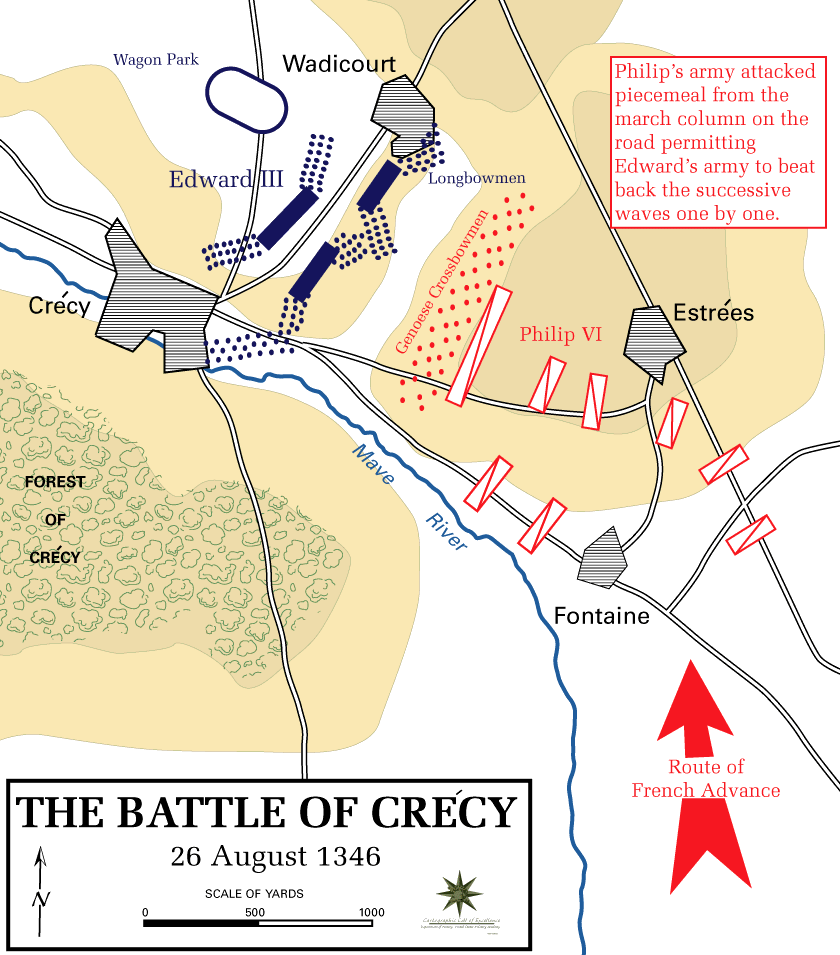
Mapa tàctic de la batalla.

Aprofitant els ensenyaments oferts pels seus anteriors combats contra escocesos i irlandesos, Eduard III d'Anglaterra coneixia els avantatges dels camps agrícoles en una lluita contra els francesos. El pes i la dificultat de moviments de les armadures dels francesos facilitaven la tasca dels arquers anglesos, vestits només amb un bolquer, perquè la majoria estaven malalts per disenteria, que llançaven núvols de sagetes contra l'enemic. A Crecy, el comandant anglès va triar un terreny recentment llaurat, envoltat per elevacions i turons i el rei es va col·locar, amb la seva plana major, en un vell molí de vent sobre un petit turó que es trobava a rereguarda, des d'on tenia una excel·lent visió del camp de batalla.
Des de la seva forta posició defensiva, Eduard III va disposar que tothom combatés a peu, i va dividir el seu exèrcit en tres grups. El seu fill Eduard de Woodstock, Príncep de Gal·les, de 16 anys dirigint un d'ells, amb el suport de Reginald Cobham, Thomas de Beauchamp, el comte de Warwick, i de John Chandos. Els arquers, proveïts dels seus arcs llargs recorbat, es van establir en una formació en "V" al llarg de la cresta del turó. Durant l'espera, els anglesos van construir, a més, un sistema de fortificacions defensives compost de rases, forats i estaques esmolades per aturar i derrotar la cavalleria enemiga i protegir de pas els arquers, i els comandants anglesos repartien bosses impermeables als seus arquers per tal que protegissin les armes de la humitat.

## Ordre de batalla francès

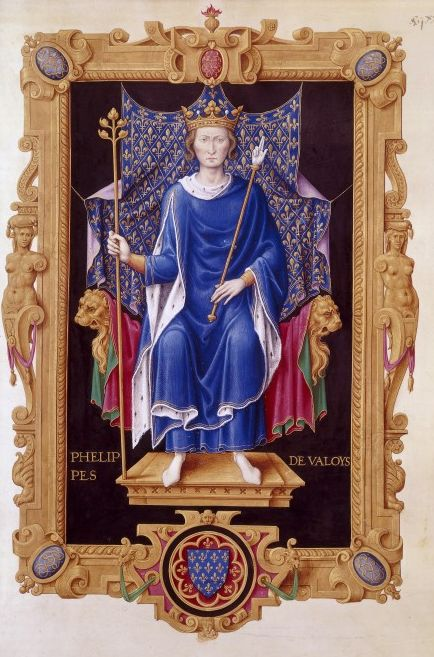
Felip VI de Valois.

Com va succeir a la batalla de Sluys, passaria a la batalla d'Azincourt i seguiria passant al llarg de gairebé tots els episodis de la Guerra dels Cent Anys, un dels principals problemes del bàndol gal era el seu enorme pecat d'excés de confiança. Assegurats sota de les seves armadures de 40 kg i muntats en els seus enormes i poderosos cavalls de guerra, els cavallers francesos creien que un atac a la càrrega contra els arquers anglesos seria devastador i definiria el combat en pocs minuts.
Felip VI de França va col·locar en l'avantguarda a 6.000 ballesters mercenaris genovesos a la intempèrie, i donades les grans pluges que havien caigut durant l'espera, les cordes de les seves armes es van mullar i es van tornar inútils. La segona línia la componien Carles II d'Alençon, Raül I de Lorena, Joan IV d'Harcourt i Lluís I de Flandes, mentre el rei, Eduard I de Beaujeu i els mariscals se situaven a la rereguarda. El flanc dret el comandava Joan el Cec, rei de Bohemia i l'esquerra, Carles de Luxemburg. Cada ballester havia d'estar acompanyat d'un escuder armat amb una pavesa, un gran escut de bec punxegut que es clavava a terra davant del ballester per protegir-lo durant la recàrrega, quan tenia un peu i les dues mans ocupades en l'arma, de manera que òbviament necessitava un home que el protegís de les sagetes enemigues.

## Comença la lluita
Els primers a entrar en combat van ser els ballesters francesos, que, tot i que manejaven armes temibles, la seva cadència de foc era només d'1 a 2 virot per minut contra les deu a quinze sagetes que un arquer anglès disparava en el mateix temps. Malgrat la pluja de dards que els ballesters van descarregar sobre els grups d'arquers enemics, aviat van ser massacrats per la superior potència de foc de l'arc llarg. Enmig de la confusió que va seguir, i veient-se superats pel millor armament anglès, moltíssims genovesos van intentar retrocedir. Això no va ser tolerat per la mateixa cavalleria francesa, que tenia ordre de reprimir severament els actes de deserció i covardia dels ballesters genovesos, de manera que van acabar amb aquells que els arcs enemics no havien aconseguit assolir.
Els pocs ballesters genovesos supervivents que encara disparaven van ser aterrits pel foc de tres bombardes que Eduard portava en previsió d'haver de mantenir un llarg setge contra alguna ciutat emmurallada.

## Càrrega de la cavalleria

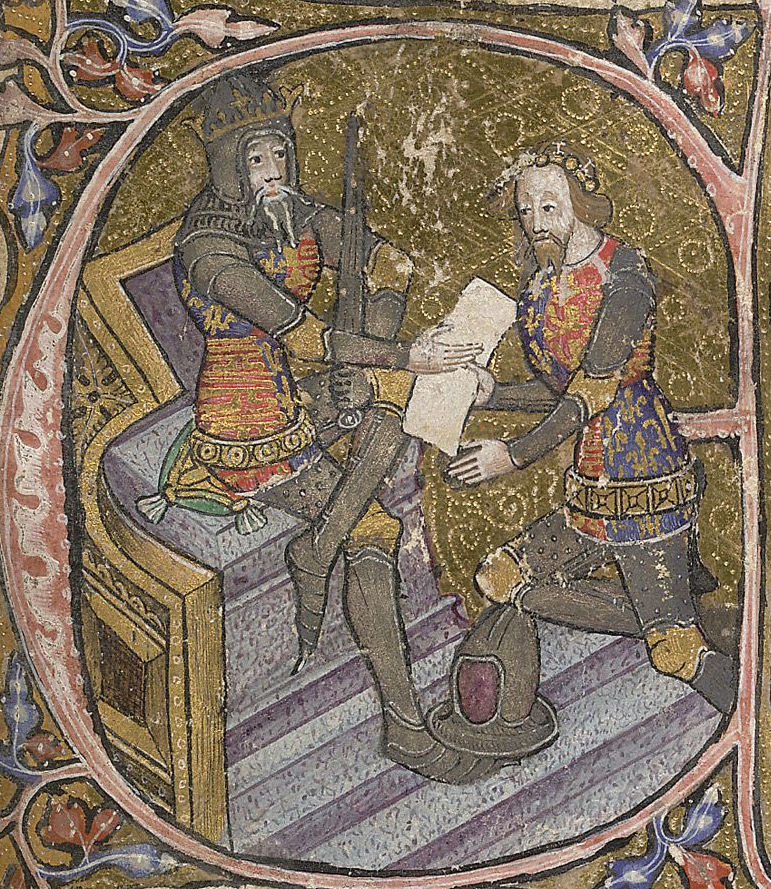
Eduard III d'Anglaterra (esq.) amb el seu fill, el Príncep Negre.

Veient el pobre rendiment dels ballesters, es va decidir la càrrega de la cavalleria. Encara que els cavallers estaven en desavantatge en el camp llaurat i sobre un pendent ascendent, van atacar en onades o fileres successives. La sobrecàrrega de pes i les estaques esmolades els van impedir arribar tan sols fins als grups d'arquers, que es van acarnissar en els genets, ja que sabien que les seves sagetes eren perfectament capaces de perforar les armadures. Per tant, cada fila de cavallers era rebutjada ràpidament i havia de retirar-se amb espantoses pèrdues. Setze vegades va intentar Felip trencar les línies angleses sense aconseguir-ho, mentre els núvols de sagetes aniquilava fins i tot als que es retiraven a rereguarda.
El Príncep Negre, que es va veure aïllat i atacat i el seu pare es va negar a enviar-li ajuda, afirmant que el jove havia guanyar-se els seus esperons de cavaller, i el Príncep va rebutjar l'atac, distingint-se, com la resta d'oficials i homes de tropa, amb aquesta gran victòria en una dràstica inferioritat numèrica.
Al vespre, Felip VI de França, ferit ell mateix, va perdre completament l'esperança i va ordenar la retirada, abandonant el camp de batalla amb una petita comitiva i es va dirigir al nord per demanar asil al castell amic de Labroye. Crecy va ser una desastrosa i humiliant derrota per França, només superada després pel desastre de la batalla d'Azincourt. Els anglesos havien disparat més de 72.000 sagetes, i es calcula que més d'una de cada tres havien fet blanc en homes o cavalls francesos.

## Pèrdues

Armes de Eduard III.

Les pèrdues van ser enormes per França i molt reduïdes per Anglaterra. Els cronistes de Londres, possiblement exagerant a favor d'Eduard III d'Anglaterra, escriuen que Crecy va acabar amb només 150-250 soldats anglesos morts o ferits. La xifra de 1.000 o 1.200 és segurament més probable, però tot i així és desenes de vegades inferior a la de morts i ferits francesos. Tot i que 12.000 morts francesos i genovesos sembla un nombre raonable, les diferents fonts ho fan oscil·lar entre 10.000 i 30.000.
Igual que en la batalla d'Azincourt, la cort francesa va ser escapçada aquest dia. Van morir 11 prínceps i més de 1.200 homes d'armes de la noblesa. Entre els més importants dels morts a Crecy, les fonts assenyalen el germà del mateix rei Felip, Carles II d'Alençon, Joan I de Bohèmia, que tot i ser cec, fent gala de gran coratge, va anar a la batalla lligat a dos cavallers que li feien de pigall. En el moment de carregar amb la cavalleria, Joan va muntar i va atacar amb els altres, mentre un altre genet el portava el cavall de la brida. Juntament amb els anteriors van morir Lluís I de Flandes, i Raül I de Lorena.

## Conseqüències

Armes de Felip VI. Noteu la similitud amb les del seu oponent (ambdues porten les flors de lis d'or sobre camp atzur de les armes de França).

El resultat va ser que l'elit de la noblesa francesa va morir a Crecy (al voltant d'un terç d'aquesta, segons la font considerada). A l'estil d'altres batalles d'aquest període, després del combat es va intentar preservar les vides dels ferits i presoners enemics que evidenciessin (a jutjar per les seves escuts d'armes) ser de noble bressol i alta condició. Això permetia als captors bescanviar-los per suculents rescats en diners. Retirades les escasses forces franceses supervivents, els anglesos van revisar a les víctimes esteses. La majoria d'elles havien estat assolides per sagetess als llocs que més desprotegits deixava l'armadura, especialment aixelles i pit i molts d'ells moririen aviat i no arribaren amb vida a la negociació del seu rescat. Era d'ús rematar els ferits incurables, però els encarregats d'executar aquesta penosa tasca eren tropes gal·les de camperols. La mort d'un senyor o cavaller a mans d'un plebeu estava prohibida pel codi d'ètica cavalleresc, de manera que se'ls va deixar morir per si mateixos, víctimes de sagetes disparades per un enemic anònim. D'altres, en millor estat, van ser evacuats a rereguarda i canviats després.
L'èxit anglès a Crecy permetre a les chevauchées angleses (operacions de càstig contra castells i població civil, seguides de matances de barons, saquejos de poblats i terra arrasada voltant) campar pels seus respectes a l'interior de França durant diverses dècades. Victoriós a Crecy, Eduard III d'Anglaterra es va concentrar en assetjar Calais, la capitulació poc temps després va atorgar a Anglaterra una capçalera de pont sòlida i inexpugnable al nord de França.
En l'aspecte tàctic, Crecy va deixar plenament demostrada la superioritat de les forces d'arquers anglesos armats amb arc llarg respecte de les masses franceses de ballesters i cavallers fortament armats i cuirassats. La batalla és vista per molts historiadors com el principi de la fi del codi de cavalleria. L'ideal de pietat i solidaritat del cavaller es va veure dinamitat en donar-se l'ordre d'assassinar la major part dels presoners i de rematar els ferits. Això anava, per descomptat, en contra dels codis cavallerescos en la guerra. A més, la cavalleria va demostrar no ser invencible davant un atac d'infanteria decidit i ben coordinat.
La següent batalla transcendental en la Guerra dels Cent Anys seria la Poitiers En 1356, on es veuria una altra derrota per als francesos, en condicions molt similars.